# دميتري بولياكوف
كان دميتري فيودوروفيتش بولياكوف (بالروسية: Дмитрий Фёдорович Поляков؛ 6 يوليو 1921 - 15 مارس 1988) لواءً في جهاز المخابرات الرئيسي السوفيتي (GRU) خلال الحرب الباردة. ووفقًا للضابط السابق رفيع المستوى في جهاز المخابرات السوفيتي (KGB)، سيرجي كوندراشيف، عمل بولياكوف عميلًا مُضلل في جهاز المخابرات السوفيتي (KGB) في مكتب التحقيقات الفيدرالي (مكتب التحقيقات الفيدرالي) الميداني في مدينة نيويورك عندما عُيّن في مقر الأمم المتحدة عام 1962. ويقول تينينت إتش. باغلي، صديق كوندراشيف بعد الحرب الباردة وضابط مكافحة تجسس رفيع المستوى سابق في وكالة المخابرات المركزية (وكالة المخابرات المركزية)، إن بولياكوف "انقلب" وبدأ التجسس لصالح وكالة المخابرات المركزية عندما أعيد تعيينه في رانغون وموسكو ونيودلهي. استُدعي بولياكوف فجأة إلى موسكو في عام 1980، وأُلقي القبض عليه وحوكم وأُعدم في عام 1988.
في وكالة المخابرات المركزية، كان بولياكوف معروفًا بالأسماء الرمزية "بوربون" و"روم"، بينما أشار إليه مكتب التحقيقات الفيدرالي باسم "توبهات".